# Bruno Lippini
Bruno Lippini (né le 11 novembre 1963 à Marseille) est un footballeur et entraîneur français originaire de Bastia.

## Biographie
Il débute en 1980 au FC Martigues en Division 2. Sa carrière de footballeur est marquée notamment par son séjour chez les Girondins de Bordeaux, de 1982 à 1985, menés par Aimé Jacquet et en compagnie de joueurs internationaux tels que Jean Tigana, Alain Giresse ou Bernard Lacombe. Il ne participe cependant pas avec son équipe à la conquête du titre de Champion de France 1985, car il ne joue aucun match en championnat cette saison-là.
Bruno Lippini joue plusieurs fois en équipe de France de football internationale Junior et au Bataillon de Joinville (service militaire) section football, avant de rejoindre comme milieu de terrain le Sporting Club de Bastia qu'il affectionne et d'y devenir éducateur.
Il est actuellement entraîneur des juniors (moins de 18 ans) au Montpellier HSC. L'équipe remporte la Coupe Gambardella 2008-2009.

## Parenté dans le sport
Son cousin José Pasqualetti est également entraîneur. Son fils Anthony Lippini a été formé au Montpellier HSC et joue en 2015 à l'AC Ajaccio. Son frère Philippe Lippini était également footballeur professionnel.